# Carlo Maria Giulini
Carlo Maria Giulini, né à Barletta le 9 mai 1914, et mort à Brescia le 14 juin 2005, est un chef d'orchestre italien.

## Biographie
En 1917, la famille Giulini s'installe à Bolzano (Dolomites), tandis que Carlo-Maria commence à travailler le violon.
Au début de la Seconde Guerre mondiale, il est envoyé sur le front croate. Il déserte, puis revient à Rome, où en 1942 il épouse Marcella Girolami. Ils auront trois garçons.
Il meurt à l'hôpital de Brescia le 14 juin 2005. Il est inhumé auprès de sa femme, morte en 1995, au cimetière de Bolzano.

### Art lyrique
À partir de 1930, il étudie à l'Académie Sainte-Cécile à Rome : alto, composition. En 1934, il rentre comme altiste dans l'Orchestre de l'Augusteo. Les grands chefs invités (Richard Strauss, Igor Stravinsky, Wilhelm Furtwängler, Bruno Walter, Pierre Monteux, Erich Kleiber, Victor de Sabata, Otto Klemperer, Willem Mengelberg…) l'incitent à s'orienter vers la direction d'orchestre (Molinari, Casella). À la libération de Rome (1944), il donne son premier concert, puis est nommé (1946) directeur musical de la RAI de Rome. En 1950, il fonde l'Orchestre de la RAI de Milan. Remarqué par Toscanini, puis par De Sabata, il devient chef attitré de la Scala de Milan (1953-1956). En 1955, la série de représentations de La Traviata de Giuseppe Verdi avec Maria Callas, dans une mise en scène de Luchino Visconti, est devenue mythique. Parallèlement, Giulini fait ses débuts dans les grands festivals (Aix-en-Provence, Édimbourg, Mai musical de Florence, etc.) et commence une carrière internationale en Angleterre et aux États-Unis. En 1968, il décide d'abandonner les représentations lyriques compte tenu des mauvaises conditions de préparation. Il n'y reviendra qu'en 1982 pour un éblouissant Falstaff à Los Angeles.

### Musique symphonique
Giulini s'oriente alors vers une carrière de chef symphonique : premier chef invité à l'Orchestre symphonique de Chicago (1969-1978), directeur musical de l'Orchestre symphonique de Vienne (1973-1976), puis directeur de l'Orchestre philharmonique de Los Angeles (1978-1984). Il consacre la fin de sa carrière à la tête des plus grandes phalanges européennes à Berlin, Paris, Vienne, Amsterdam, Munich…

### Enregistrements
Pris en charge dès 1952 par le grand directeur artistique de Columbia EMI, Walter Legge, Giulini a enregistré un grand nombre de disques notamment à la tête de l'Orchestre Philharmonia. Sa carrière, d'abord consacrée aux grandes œuvres lyriques de Verdi (Falstaff, Don Carlo…), Rossini, Mozart (Don Giovanni, Les Noces de Figaro), s'est orientée progressivement vers les ouvrages essentiels du répertoire symphonique et sacré (Bach, Mozart, Beethoven, Brahms, Berlioz, Tchaïkovski, Dvorak, Bruckner, Saint-Saëns, Mahler, Debussy, Ravel…). L'élégance de son style, l'engagement et l'élévation spirituelle de ses interprétations ont suscité une reconnaissance quasi unanime des critiques comme des mélomanes dans le monde entier.